# Équipe de Hong Kong de rugby à sept
L'équipe de Hong Kong de rugby à sept est l'équipe qui représente Hong Kong dans les principales compétitions internationales de rugby à sept au sein des World Rugby Sevens Series et de la Coupe du monde de rugby à sept.

## Histoire

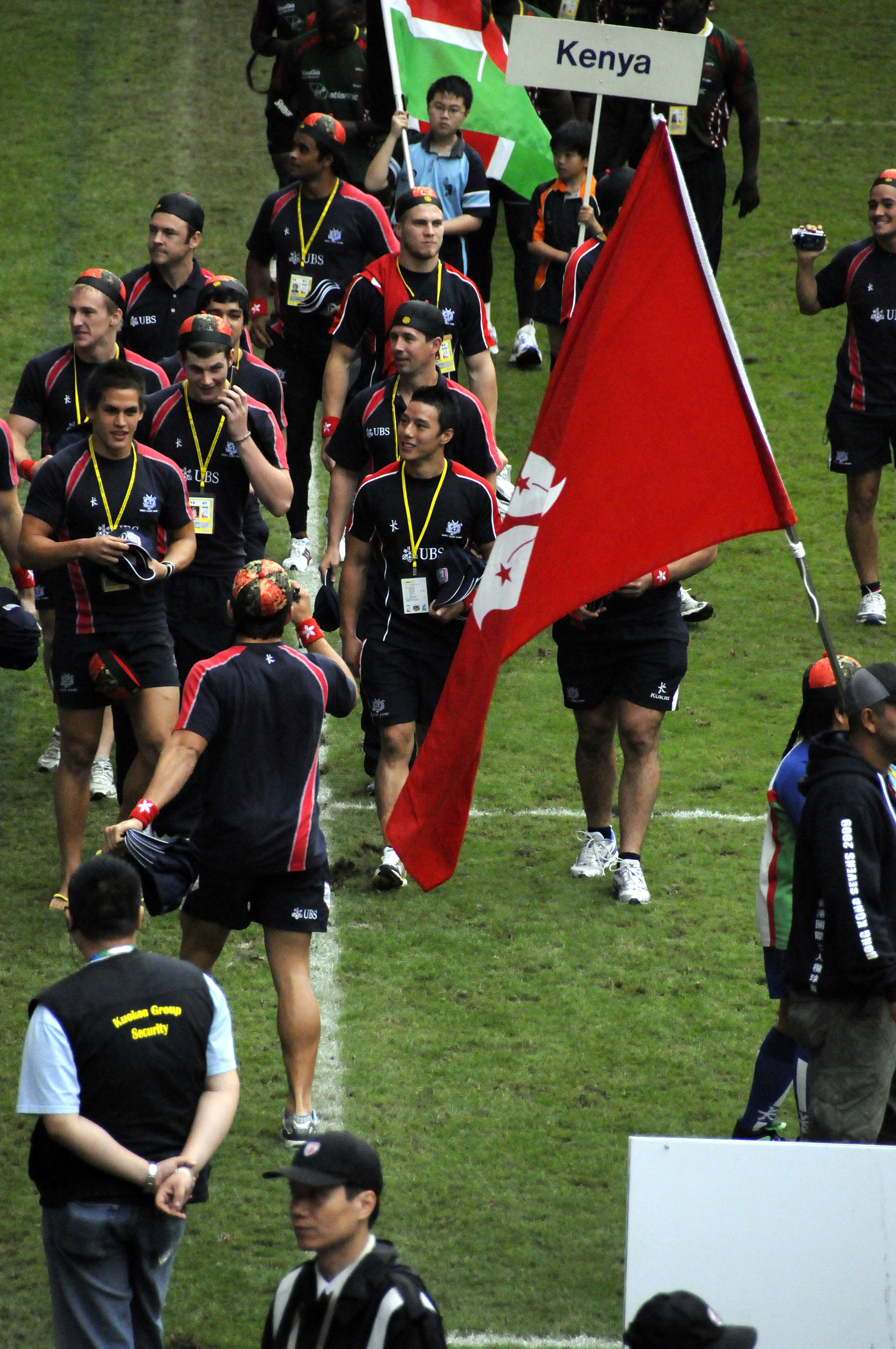
Équipe de Hong Kong à sept lors de la cérémonie d'ouverture des Hong Kong Sevens 2009.

Hong Kong est invitée en tant que seizième équipe aux Japan rugby sevens 2015.
À partir de 2023, la Fédération hongkongaise fait concourir ses équipes nationales sous le nom de « Hong Kong, Chine », se conformant aux nouvelles directives du comité olympique d'utiliser ce titre avant juillet 2023 ; ce changement a lieu après l'incident survenu lors du championnat d'Asie de rugby à sept, où l'hymne révolutionnaire Gloire à Hong Kong est joué par erreur par les autorités locales à la place de l'hymne national chinois La Marche des Volontaires,.

## Palmarès
- Championnat d'Asie :
  - Vainqueur : 2012, 2014 et 2016.
- Jeux asiatiques :
  - Médaille d'argent : 2010, 2014.
- Jeux de l'Asie de l'Est :
  - Médaille d'argent : 2009.